# Victor Delplanque
Pour les articles homonymes, voir Delplanque (homonymie).
Victor Delplanque, né le 6 mai 1881, à Taintignies, dans le Hainaut (Belgique), et mort le 3 septembre 1944, au camp de concentration de Buchenwald, est un entrepreneur français, résistant et prisonnier du camp de concentration de Buchenwald.

## Biographie
Victor Delplanque est un entrepreneur professionnel. Il participe à la résistance française contre l'occupation du pays par les forces armées allemandes. Le 16 août 1944, il est arrêté à Mailly-Maillet. Le convoi qui l'emmène dans un camp de prisonniers de guerre est détourné, deux jours plus tard, vers le camp de concentration de Buchenwald (Convoi n°79). Il y arrive le 22 août 1944 et se voit attribuer le numéro de prisonnier 81 555, qui sera, plus tard, celui du politicien allemand Joseph Roth (1896-1945). Il meurt dans le petit camp douze jours après son arrivée. 

## Famille
Victor Delplanque est le mari d'Henriette Marguerite Leroy.